# Octavio Mora
Octavio Mora (* 28. November 1965 in Guadalajara, Jalisco) ist ein mexikanischer Fußballtrainer und ehemaliger -spieler auf der Position eines Stürmers.

## Laufbahn

### Spieler
Zwei Drittel seiner aktiven Laufbahn verbrachte Mora bei seinem „Heimatverein“ Club Universidad de Guadalajara, mit dem er in der Saison 1989/90 Vizemeister der mexikanischen Liga wurde und ein Jahr später den Pokalwettbewerb gewann. 1993 wechselte er zum Hauptstadtverein Cruz Azul, mit dem er in der Saison 1994/95 noch einmal Vizemeister wurde. Anschließend ließ er seine aktive Laufbahn beim CF Monterrey ausklingen.
Zwischen 1988 und 1995 kam Mora zu 13 Einsätzen für die mexikanische Nationalmannschaft, bei denen er sieben Treffer erzielte. Sein größter Erfolg mit „El Tri“ war der Gewinn des CONCACAF Gold Cup 1993.

### Trainer
Nachdem er die Fußballschuhe an den Nagel gehängt hatte, begann Mora eine Trainerlaufbahn. Zunächst betreute er von 2001 bis 2003 Deportivo Cihuatlán. Mit der Mannschaft gewann er im Winterturnier 2001 auf Anhieb die drittklassige Segunda División und stieg am Saisonende 2001/02 in die zweitklassige Primera División 'A' auf. In der Apertura 2003 betreute er den Erstligisten Querétaro FC und anschließend die Delfines de Coatzacoalcos, bevor er in der Apertura 2006 zu seinem Exverein zurückkehrte, der nunmehr als Atlético Cihuatlán in der viertklassigen Tercera División spielte. Erneut gewann er mit dem Verein einen Titel, diesmal die Meisterschaft der Tercera División in der Clausura 2007. Ein Jahr später wurde er mit dem Aufsteiger in der Clausura 2008 Vizemeister der Segunda División. In der Sommerpause wechselte Mora zu den Loros de la Universidad de Colima und stieß mit den Loros in der Apertura 2008 ebenfalls bis ins Finale der Segunda División vor, das diesmal gegen die B-Mannschaft des Mérida FC verloren wurde. Seine Erfolge und häufigen Teilnahmen an den Liguillas brachten Mora den Spitznamen „Mister Liguilla“ ein.

## Erfolge

### Als Spieler

#### Verein
- Vizemeister der mexikanischen Liga: 1990, 1995
- Mexikanischer Pokalsieger: 1991

#### Nationalmannschaft
- CONCACAF Gold Cup: 1993

### Als Trainer
- Meister der Segunda División: Invierno 2001
- Meister der Tercera División: Clausura 2007